# Tomb Raider: Chronicles
Tomb Raider: Хроники (англ. Tomb Raider: Chronicles) — пятая игра из серии Tomb Raider, является продолжением игры «Tomb Raider: Последнее откровение» (англ. Tomb Raider: The Last Revelation). Разработана Core Design и издана Eidos Interactive. Игра выпущена в 2000 для ПК, Sega Dreamcast и PlayStation.

## Игровой процесс
Игровой процесс Tomb Raider: Chronicles аналогичен Tomb Raider: The Last Revelation. В игре практически отсутствуют улучшения. Среди новых навыков Лары является способность ходить по канату, делать сальто вперёд с выступа в положении сидя, а также качаться на перекладинах.

## Основная сюжетная линия
Игра является непосредственным продолжением игры Tomb Raider: The Last Revelation. Таинственное исчезновение Лары Крофт стало предпосылкой для сюжета новой части игры Tomb Raider: Chronicles. После церемонии прощания на могиле мисс Крофт, несколько друзей собираются вместе в её особняке, чтобы поделиться воспоминаниями о её приключениях, в которых игрок как раз и начинает принимать участие. Игра включает четыре эпизода, содержащих около 13 уровней — Рим, военная база в России, Ирландия и штаб-квартира корпорации Вернера Фон Кроя.

## Особенности
- Улучшенный контроль за действиями главной героини за счет добавления новых движений (контактный бой, скрытые маневры).
- Использование тактических элементов: к примеру, Ларе необходимо прокрасться за спину врага, чтобы оглушить его металлическим ломом или усыпить при помощи хлороформа.
- Второй диск содержит редактор уровней в формате предыдущей игры (The Last Revelation).

## Графика
В версии для Dreamcast присутствует уникальная для Tomb Raider особенность — проекционные тени. PC-версия, в отличие от The Last Revelation, больше не поддерживает рельефное картирование (bump mapping).

## Локализация
Игра была локализована и издана в России компанией «Новый Диск» 10 августа 2006, почти через 6 лет после международного релиза. Издатели не проводили никакой адаптации к переходу на систему Windows XP — попытки изменить разрешение экрана или текстур с 640x480x16 на более высокие показатели приводит к невозможности запуска компьютерной игры. «Новый Диск» зная об этой проблеме в руководстве предлагает ничего не менять.

## Обзоры
| Сводный рейтинг | Сводный рейтинг                         |
| Агрегатор       | Оценка                                  |
| --------------- | --------------------------------------- |
| GameRankings    | 70,59 % (PS) 68,25 % (SDC) 60,24 % (ПК) |

### Рецензии российской прессы
Игра получила посредственную оценку от журнала Страна Игр — 6,3 балла, являющаяся средним арифметическим по 4 оценкам. Рецензент Дмитрий Эстрин отмечает, что столь низкая отметка никак не связана с творчеством Core Design или абстрактной «нелюбви» к главной героине — она проистекает из-за многочисленных недостатков проекта. Практически единственный плюс в игре, это сам факт выпуска пятой части серии — «не многие… могут похвастаться такой продолжительностью жизни на PlayStation». Обозреватель также делает вывод, что сюжетная основа в виде воспоминаний друзей Лары о её приключениях делает бессмысленным игровой процесс, поскольку становится понятно, что поиски протагонистки артефактов увенчались успехом. Основной недостаток Chronicles — это отсутствие каких либо нововведений в геймплее. Имеющиеся инновации, по мнению критика, носят лишь косметический характер. Негативно охарактеризована графика, текстуры которой названы корявыми, а объекты будто рублены топором. Положительно отмечены фигурка главной модели и её анимация, а также управление, впрочем «восхищаться тут особо нечем. В комплексе всё выглядит чрезвычайно убого». Так же плохо выполнены и «узкие» уровни, минимизация которых «оборачивается кошмаром для игрока», и стандартные головоломки. «Tomb Raider: Chronicles — это не провал. Точно также, как нельзя назвать провалом различные виртуальные рыбалки…».
Обозреватель журнала Игромания Мария Евдокимова отозвалась об игре, как о причине грусти. Данную эмоцию вызвало многочисленное количество ошибок, «которые сильно усложняют прохождение игры и заставляют тебя думать, что ты полный идиот, потому что заплутал в трех соснах и не знаешь, что делать дальше». Критик пришла к выводу, что сжатые сроки разработки и плохая работа бета-тестеров стали причиной большинства багов. Несмотря на эти недоработки, часть из них позволяет пройти видеоигру без существенных потерь. Проект назван последней попыткой тандема Eidos/Core «выжать денег из прежней схемы», не добавляя никаких новшеств в геймплей. Ситуация в франшизе была охарактеризована таким образом, что после выпуска третьей части серии «упоминание археологини в приличном обществе приравнивалось к произношению матерных выражений в общественных местах». Оценка игры — 6,5 баллов из 10, локализации 1 балл из 3.
Рецензент ресурса Absolute Games Дмитрий Чернов написал крайне отрицательный отзыв на игру. Рецензию предваряет понятие фетишизма, при котором объект полового влечения является неодушевлённым предметом. Описывая ситуацию, связанную с франшизой, автор отмечает, что невзирая ни на какие факторы поклонники «большегрудой ларыкрофт[sic] разорятся, купят таки ж эти два злосчастных диска и, пуская слюни на клавиатуру, будут пытаться играть в ЭТО». Описывая сюжет, критик заявил, что «зло победило», и несмотря на смерть от падения пирамиды на протагонистку в предыдущей игре серии, собравшиеся друзья-хронисты стали вспоминать подробности прошлых приключений главной героини. Подобная история охарактеризована критиком как «высосанная из пальца». Обозреватель декларирует неизменность геймплея игры и отмечает, что в проекте представлен минимум звуков при полном отсутствии «бодрящей музыки». Он также заявил, что обыватель не заметит никаких отличий между первой и последней игрой серии, поскольку игровой движок остался неизменным, движения Лары корявы и неестественны, «а на её распрекрасное личико хочется надеть как минимум пару противогазов и ещё замотать изолентой». Также негативно встречена инерционная система управления и «никакая» камера. Итоговый вывод характеризует Tomb Raider: Chronicles как проект, собравшей в себя все отрицательное: устаревшую графику, «кисленький» геймплей, отсутствие мультиплеера, «низкосортные» видеоролики, безобразнейшие навигацию и управление. Оценена компьютерная игра 20 % из 100.